# Municipio de Delhi (Kansas)
El municipio de Delhi (en inglés: Delhi Township) es un municipio ubicado en el condado de Osborne en el estado estadounidense de Kansas. En el año 2010 tenía una población de 31 habitantes y una densidad poblacional de 0,22 personas por km².

## Geografía
El municipio de Delhi se encuentra ubicado en las coordenadas 39°12′3″N 98°32′53″O / 39.20083, -98.54806. Según la Oficina del Censo de los Estados Unidos, el municipio tiene una superficie total de 139.21 km², de la cual 138,79 km² corresponden a tierra firme y (0,31 %) 0,43 km² es agua.

## Demografía
Según el censo de 2010, había 31 personas residiendo en el municipio de Delhi. La densidad de población era de 0,22 hab./km². De los 31 habitantes, el municipio de Delhi estaba compuesto por el 87,1 % blancos, el 3,23 % eran de otras razas y el 9,68 % eran de una mezcla de razas. Del total de la población el 3,23 % eran hispanos o latinos de cualquier raza.